# گرس ولی، استرالیای غربی
گرس ولی (به انگلیسی: Grass Valley) یک شهرک در استرالیا است که در استرالیای غربی واقع شده‌است.